# 嶲州
嶲州（巂州、すいしゅう）は、中国にかつて存在した州。南北朝時代から唐代にかけて、現在の四川省涼山イ族自治州一帯に設置された。

## 概要
537年（大同3年）、南朝梁の武陵王蕭紀により嶲州が立てられた。
570年（天和5年）、北周の鄭恪が越嶲を平定し、西寧州を置いた。ほどなく西寧州は厳州と改称された。
586年（開皇6年）、隋により厳州は西寧州と改称された。598年（開皇18年）、西寧州は嶲州と改称された。嶲州は越嶲・邛都・蘇祗・可泉・台登・邛部の6県を管轄した。607年（大業3年）に州が廃止されて郡が置かれると、嶲州は越嶲郡と改称された。
618年（武徳元年）、唐により越嶲郡は嶲州と改められた。嶲州は剣南道に属し、越嶲・邛部・台登・蘇祗・西瀘・昆明・会川の7県を管轄した。742年（天宝元年）、嶲州は越嶲郡と改称された。757年（至徳2載）、越嶲郡は吐蕃に占領された。758年（乾元元年）、形式的ながら唐の越嶲郡は嶲州と改称された。797年（貞元13年）、唐の韋皋が嶲州を奪回した。831年（大和5年）、南詔が嶲州に侵攻し、2県を奪った。832年（大和6年）、唐により嶲州は台登県に州治を移された。咸通年間に嶲州全域は南詔に占領され、建昌府と改められた。